# Mustafa Ulucan
Mustafa Ulucan (* 9. August 1959 in Adana) ist ein ehemaliger türkischer Fußballspieler und -trainer. Er spielte einen Großteil seiner Karriere für Adanaspor und war während dieser Zeit an der Vizemeisterschaft der Erstligasaison 1980/81 beteiligt, dem größten Erfolg der Klubhistorie.

## Spielerkarriere

### Verein
Ulucan startete seine Profikarriere 1979 beim Erstligisten Adanaspor. In seiner ersten Saison für diesen Verein kam er zu Saisonanfang nur zu sporadischen Einsätzen und eroberte sich gegen Saisonende einen Stammplatz. Insgesamt wurde er in zehn Ligaspielen und einem Pokalspiel eingesetzt. Die nachfolgende Saison steigerte er seine Einsätze auf 20. Sein Verein avancierte in dieser Spielzeit zur Überraschungsmannschaft der Saison und spielte lange Zeit um die Meisterschaft mit, fiel aber gegen Saisonende von der Tabellenspitze ab und beendete die Saison als Vizemeister. Damit wurde die beste Erstligaplatzierung der Vereinsgeschichte erreicht. Nach dieser sehr erfolgreichen Saison fiel zwar Adanaspor von der Tabellenspitze ab, jedoch etablierte sich Ulucan immer mehr als Stammspieler. So stieg er 1982 zum türkischen A-Nationalspieler auf. Als sein Verein zum Sommer 1984 den Klassenerhalt verfehlte und in die Türkiye 2. Futbol Ligi, in die damalige zweite türkische Liga, absteigen musste, ging Ulucan mit der Mannschaft in die 2. Liga.
Nachdem Adanaspor in zwei Spielzeiten den Aufstieg in die 1. Lig nicht erreichen konnte, wechselte Ulucan zur Saison 1986/87 zum Erstligisten Zonguldakspor. Für diesen Klub spielte Ulucan die nächsten zwei Spielzeiten und stieg anschließend auch mit dem Klub ab. Er spielte eine halbe Saison für Zonguldakspor in der 2. Lig und wechselte anschließend zur Rückrunde der Saison zu 1988/89 zum Erstligisten Adana Demirspor, dem Erzrivalen von Adanaspor. Auch für diesen Klub spielte er zwei Spielzeiten in der 1. Lig und stieg anschließend in die 2. Lig ab. Bei diesem Klub befand er sich bis zum Sommer 1991 unter Vertrag und war damit teil jener Mannschaft, die in der Zweitligasaison 1990/91 Meister wurde und damit den direkten Wiederaufstieg in die 1. Lig erreichte. Mit diesem Erfolg beendete er seine Laufbahn.

### Nationalmannschaft
Ulucans Nationalmannschaftskarriere begann 1980 mit einem Einsatz für die türkischen U-21-Nationalmannschaft. Zwei Jahre später wurde er 1982 im Rahmen eines Testspiels gegen die Ungarische Nationalmannschaft vom Nationaltrainer Coşkun Özarı zum ersten Mal und für das Aufgebot der türkischen Nationalmannschaft nominiert und absolvierte in dieser Partie sein erstes und einziges A-Länderspiel.
Insgesamt absolvierte er fünf U-21-Länderspiele und ein A-Länderspiel.

## Trainerkarriere
In den 1990er und 2000er Jahren arbeitete er als Co-Trainer und war in dieser Funktion für die Vereine Adanaspor, Elazığspor, Adana Demirspor und Iskenderunspor tätig.

## Erfolge
Mit Adanaspor
- Vizemeister der Süper Lig: 1980/81

Mit Adana Demirspor
- Meister der TFF 1. Lig und Aufstieg in die Süper Lig: 1990/91